# Serra da Senhora do Monte
La serra da Senhora do Monte (littéralement « montagne de Notre-Dame du Mont »), parfois appelée simplement Senhora do Monte, est un massif montagneux portugais du district de Leiria, dans le Pinhal littoral, dans la région Centre. Elle est située à l'extrême nord du massif calcaire de l'Estrémadure (pt) (Maciço Calcário Estremenho),, qui englobe également les serras de Aire et Candeeiros,,. La serra da Senhora do Monte, qui doit son nom actuel à l'ermitage médiéval de Nossa Senhora do Monte (pt) construit à flanc de montagne, correspond d'un point de vue administratif à une partie du massif restée hors du parc naturel, qui s'étend au sud de la freguesia de Cortes. Elle est située dans le prolongement du plateau de São Mamede (Planalto de São Mamede) et de la serra de Aire. Elle est communément considérée comme une subdivision géographique de la serra de Aire, et elle marque l'extrémité du massif calcaire de l'Estrémadure. Elle est plus récente que la serra de Aire, dans la mesure où elle date du Jurassique supérieur, tandis que la serra de Aire s'est formée au Jurassique moyen (tout comme le plateau de São Mamede),,. Son écosystème et ses paysages diffèrent pour cette raison sensiblement. Son système hydrographique participe à la formation des sources du fleuve Lis, situées à 400 m d'altitude, qu'elle alimente avec ses descentes d'eaux pluviales. L'ensemble auquel elle est appartient constitue la principale zone karstique du Portugal,.

## Géographie

### Situation, topographie

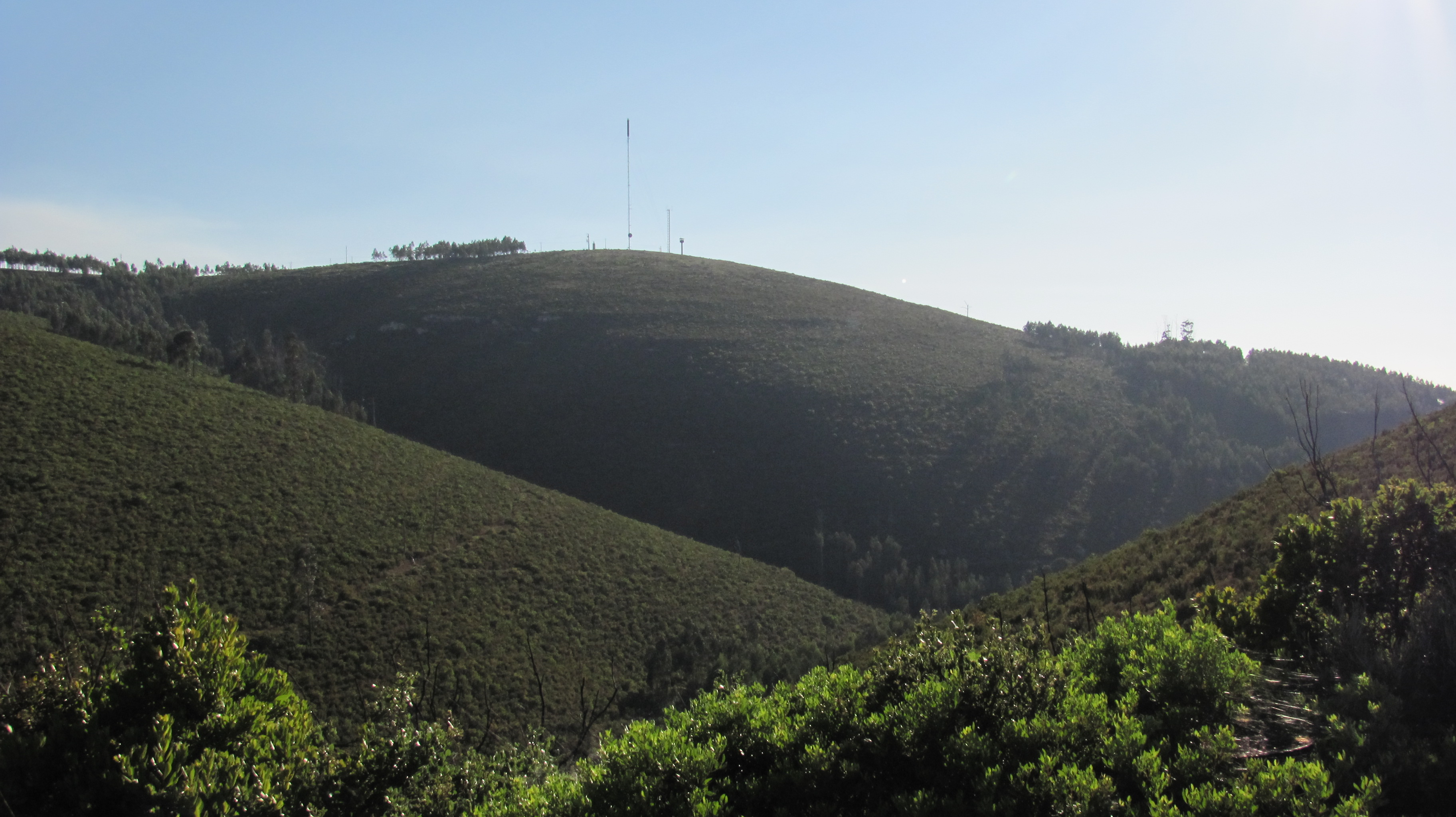
Hauteurs de la serra de Senhora do Monte, près du Cabeço da Maunça.

La serra da Senhora do Monte est un petit ensemble montagneux calcaire escarpé situé à l'extrême nord du massif calcaire de l'Estrémadure (pt) (Maciço Calcário Estremenho), dans la partie méridionale duquel est situé le parc naturel des Serras de Aire et Candeeiros. Elle correspond, d'un point de vue administratif, à une partie du massif restée hors du parc naturel. Située au sud-est et à l'est de la freguesia de Cortes, dans laquelle se trouve le Pied de la Montagne (Pé da Serra), elle s'étend sur une quarantaine de kilomètres, traverse le sud-est du district de Leiria, et se prolonge vers le district de Santarém, jusqu'au Reguengo do Fetal, au Casal dos Lobos et à Chainça, près de Fátima. La piste goudronnée M 1250 1, surnommée Estrada da Senhora do Monte, Ou Rua da Senhora do Monte, traverse le massif dans le sens nord-sud. Elle permet de relier les localités hautes de la freguesia de Cortes au Casal dos Lobos et à Chainça, puis à Perulheira, au Reguengo do Fetal, à Santa Catarina da Serra et surtout à Fátima par la nationale N 357. La rue Diogo Gil et la piste du Pé-da-Serra permettent aux habitants de Cortes, de Fontes et des localités environnantes de monter en voiture vers la montagne et de rejoindre la piste goudronnée M 1250 1. La serra da Senhora do Monte fait sa jonction dans sa partie méridionale (au niveau de Fátima) avec le plateau de São Mamede (Planalto de São Mamede) et la serra de Aire, dont elle partage pour l'essentiel les caractéristiques géologiques, climatiques et biologiques. Le massif est desservi en outre par une multitude de chemins de bergers anciens et de pistes plus récentes en terre battue. Le point le plus élevé de la serra est le Cabeço da Maúnça[réf. nécessaire].

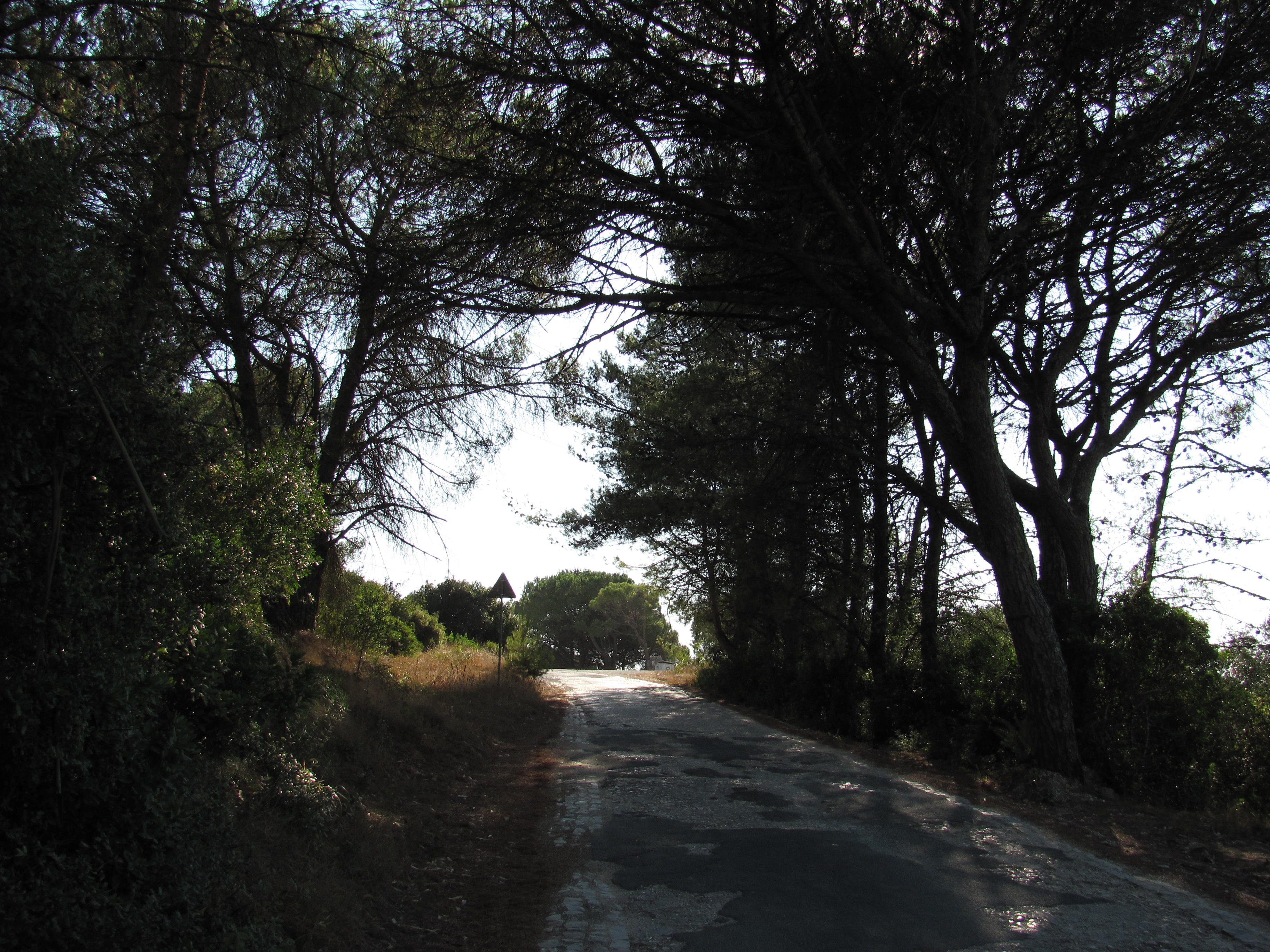
Piste goudronnée M 1250 1 qui traverse la serra da Senhora do Monte et relie la freguesia de Cortes à Fatima.

### Géologie
Provenant de mouvements tectoniques, la serra da Senhora da Monte est délimitée par des formations géologiques résultant de la formation de failles : depression de Alvados, poljé de Mira-Minde et dépression de Mendiga. Comme dans le reste du Massif Calcaire de l'Estrémadure, la roche, omniprésente, occupe plus des deux tiers du massif. En surface, les autres éléments géologiques notables sont les gouffres, les lapiaz, les dolines, les poljés. Une grande part des structures géologiques existantes trouve son origine au Jurassique moyen,,. D'autres, de genèse plus récente, sont constituées de matériaux détritiques et sédimentaires,. Le sol, très compact, est parsemé de grands blocs de roche calcaire blancs visibles à l’œil nu, et de grandes arêtes de calcaire coiffent le sommet ou les rebords de certains monts. On note aussi la présence de terra rossa, surtout dans les zones de dépression. Le massif, ancien, a émergé et s'est plissée au fil de millions d'années.

### Climat
La serra da Senhora do Monte possède un climat de transition entre les influences méditerranéenne et atlantique. La moyenne de l'ensoleillement est de 2350 heures par an. La valeur moyenne de l'ensoleillement en été peut atteindre trois fois celle de l'hiver. Les précipitations annuelles se situent dans une fourchette de 900 à 1 300 mm par an. Il peut aussi geler de la fin de l'automne à la fin de l'hiver. L'eau, peu visible en surface, abonde en revanche dans le sous-sol, faisant de cette zone un important réservoir d'eau douce. La pluie, qui s'infiltre dans le sous-sol, forme des nappes souterraines, restituant ensuite l'excédent à la surface. De cette façon, la serra abrite les sources du fleuve Lis, l'une des trois grandes sources du massif calcaire de l'Estrémadure (pt),, situées en contrebas du Pied de la Montagne (Pé da Serra), au niveau de la localité de Fontes (à 400 m d'altitude), qui sont alimentées par le cumul des eaux pluviales des monts qui les surplombent,. L'explosion des eaux du Lis (Rebento), en hiver, et les eaux torrentielles qui en découlent, sont un spectacle traditionnellement apprécié par la population de Cortes et les touristes. Du fait des écoulements, du système climatique et hydrographique de la serra, les phénomènes de déposition sont susceptibles d'être importants dans les parties basses du massif, notamment pendant la nuit. Les vallées situés en contrebas de la serra, humides, sont souvent envahis de brouillard de la tombée de la nuit au matin. La condensation de l'excès de vapeur d'eau de l'atmosphère donne également naissance à des rosées et du givre en quantité importante. La serra explique en outre la présence d'innombrables puits, sources et ruisseaux dans ses contrebats, qui favorisent l'agriculture dans la freguesia de Cortes.

### Faune et flore

#### Végétation

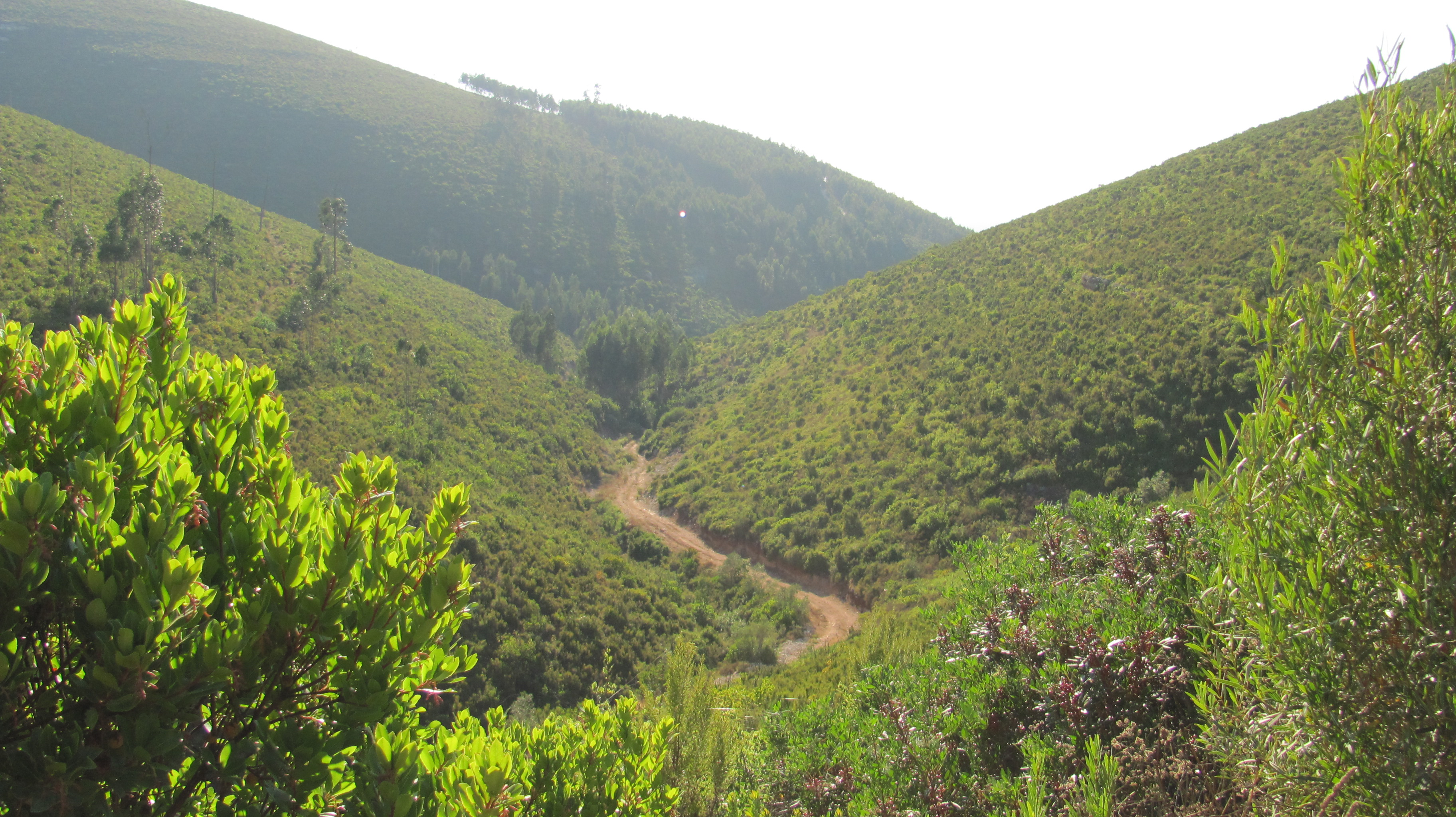
Vue d'un vallon dans la serra da Senhora do Monte.

La flore du massif, typique, est traditionnellement composée de forêts de chênes, de chênes verts, auxquels se sont ajoutés de vastes forêts de pins, puis de plus en plus d'eucalyptus, ainsi que d'une brousse et de broussailles denses remarquablement diversifiées appelée Mato da Serra, qui s'apparentent à la garrigue méditerranéenne. Un grand nombre d'espèces végétales présentes dans le massif de l'Estrémadure auquel appartient la serra sont endémiques et ne se retrouvent nulle part ailleurs. On y trouve notamment 25 espèces d'orchidées, le narcisse, le romarin (Alecrim), très prisé de la population, et la pimenteira. La brousse et les broussailles, qui recouvrent la majeure partie de la serra, et que l'on retrouve dans les massifs et le parc naturel voisins, ont été considérées par le réseau Natura 2000 comme un type d'habitat prioritaire. Au fil du temps, la couverture forestière originelle a été remplacée par d'autres types de végétation. Il existe néanmoins encore aujourd'hui encore quelques vestiges du couvert végétal primitif, surtout sous forme de chênaies composées de chênes du Portugal (quercus faginae). Le Mato da Serra, sec et dur l'été, devient très humide et remarquablement foisonnant pendant l'hiver et le printemps, rendant les coteaux quasiment impraticables sur certains points. Il est possible d'y cueillir des herbes aromatiques ou médicinales.

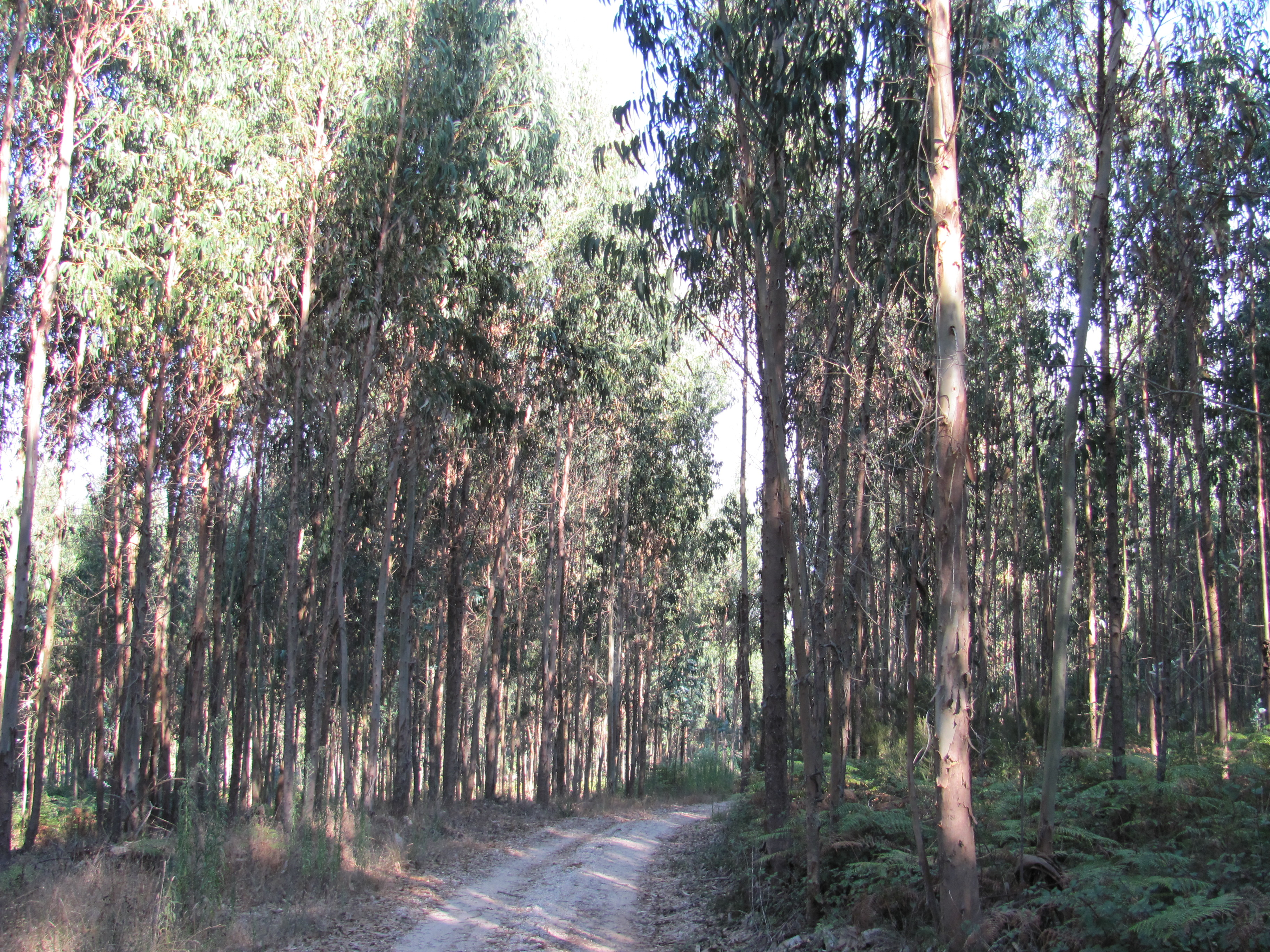
Forêt d'eucalyptus dans la serra da Senhora do Monte.

La serra da Senhora do Monte est sujette, avec une certaine intensité, à des feux de forêt. Les forêts de pins et d'eucalyptus situées à l'arrière de la serra ont été partiellement décimées lors des grands incendies de 2003. Le reboisement en cours fait en partie à la charge des propriétaires de terrains tarde, et une partie de la forêt du massif, clairsemé, n'a pas été replantée. Cependant, beaucoup des espèces botaniques existantes du Mato da Serra sont dotées de caractéristiques qui leur permettent de survivre à un incendie. Certaines, comme les orchidées voient leur floraison stimulée, après un tel évènement. Le Mato da Serra est proverbialement connu dans la région pour sa vigueur et sa robustesse.

#### Faune

##### Mammifères
Du fait de l'absence de grands points d'eau en surface, la faune de la serra est constituée de nombreux petits animaux : lapins communs (Oryctolagus cuniculus), lièvres (Lepus), souris (Mus musculus), rats (Rattus rattus et Rattus norvegicus), renards (Vulpes vulpes), belettes (Mustela nivalis), mais aussi occasionnellement chats sauvages (Felis silvestris), rats des pharaons (Herpestes ichneumon), etc. (que l'on peut apercevoir très tôt le matin, et dont on voit les déjections en journée). Des meutes de chiens errants traversent parfois le massif. La présence de nombreuses cavités favorise l'existence de certaines espèces de chauve-souris. On peut citer Miniopterus schreibersii, Myotis emarginatus (le massif de l'Estrémadure est leur unique lieu de reproduction dans le pays) et Rhinolophus euryale.
Les chauve-souris, que l'on retrouve dans les localités de la serra et les freguesias alentour, permettent la subsistance d'une faune spécifique dans les cavités rocheuses dans lesquelles elles se réfugient. Elles fournissent l'alimentation (sous forme de matière organique, fécale ou autre) à cette faune cavernicole (crustacés, arachnides et plusieurs types de vers). Parmi les mammifères, on peut aussi souligner la présence de la genette (Genetta genetta).

##### Reptiles et amphibiens
Outre les lézards communs, très nombreux, parmi les différentes espèces de reptiles présents dans la serra, on trouve une espèce de lézard plus rare dans la péninsule Ibérique, le luscengola (Chalcides chalcides), et un serpent typiquement portugaise, la vipère de Lataste (Vipera latastei). En milieu aquatique, notamment dans les étangs naturels, les ruisseaux saisonniers et les sources du Lis, on trouve deux serpents d'eau, la couleuvre à collier (Natrix natrix) et la couleuvre vipérine (Natrix maura).
La serra abrite également plusieurs espèces d'amphibiens, qui dépendent de l'existence de mares temporaires et d'étangs pour leur reproduction. On peut citer notamment la salamandre terrestre (Salamandra salamandra), le pleurodèle de Waltl (Pleurodeles waltl), le triton marbré (Triturus marmoratus), le pélobate cultripède (Pelobates cultripes). La grande diversité biologique est alimentée par l'existence d'une hétérogénéité d'habitats, aquatiques, rocheux et pelouses calcicoles.

##### Oiseaux

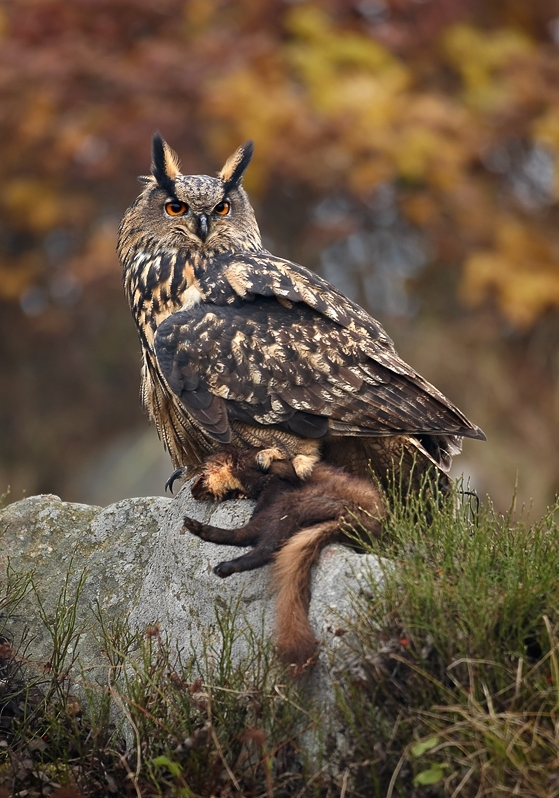
Le Hibou Grand-Duc, ou Bufo-real en portugais, est l'un des oiseaux typiques de la serra da Senhora do Monte.

Du fait de la diversité des habitats existants dans la serra, mais aussi de la présence du parc naturel voisin, qui constitue une réserve protégée, l'avifaune est également très diversifiée, comprenant les oiseaux typiques de la région, qui évoluent plus bas dans les collines (perdrix, merles, hirondelles, etc.), mais également des rapaces.
- Crave à bec rouge (Pyrrhocorax pyrrhocorax), qui fait son nid dans les innombrables cavités existant dans la serra. Cette espèce est dépendante de l'existence de systèmes agro-pastoraux de plus en plus rares en raison de l'abandon progressif des pratiques agricoles dans la région.
- Hibou grand-duc (Bubo bubo)
- Buse variable (buteo buteo)
- Aigle de Bonelli (hieraaetus fasciatus)
- Circaète Jean-le-Blanc (Circaetus gallicus)
- Corbeau (corvus corax)
- Épervier d'Europe (accipiter nisus)
- Faucon crécerelle (Falco tinnunculus)
- Chouette effraie (tyto alba)
- Aigle botté (Hieraaetus Pennatus)
- Faucon hobereau (falco subteo)
- Chouette hulotte (strix aluco)
- Chevêche d'Athéna (Athene noctua)
- Perdrix rouge (Alectoris rufa)
- Merles (Turdus merula)
- Hirondelles (Riparia riparia)

### Localités
- Cortes
- Abadia
- Casal Coelho
- Fontes
- Pé-da-Serra
- Senhora do Monte
- Vale da Mata
- Reguengo do Fetal
- Torre
- Rio Seco
- Casal dos Lobos
- Chainça
- Santa Catarina da Serra

## Histoire
Les paysages de la serra possèdent des vestiges de présence humaine datant du Paléolithique, avec des constructions en pierre sèche qui attestent de pratiques agricoles et pastorales ancestrales,. À l'époque, les populations primitives de la région mettent également à profit les dépressions karstiques pour stocker l'eau,. De nombreuses traces attestent de l'adaptation humaine au paysage karstique, puis d'une néolithisation des populations de la région. Le site archéologique de la Quinta do Cónego, situé dans la freguesia de Cortes, en contrebas de la serra, est l'objet de nombreuses études scientifiques,. Les sites paléolithiques de la région ont récemment[Quand ?] fait l'objet de relevés et d'analyses détaillés très soignés.
Si la présence humaine semble dès lors continue dans la serra, il faut attendre le Moyen Âge pour disposer de documents écrits et archéologiques attestant d'un développement urbain stable aux abords du massif et dans les hauteurs. Dès le XIIIe siècle, des localités pérennes émergent en bordure de la serra. La freguesia de Cortes, notamment, placée au pied du massif, est considérée comme l'un des plus anciens noyaux de peuplement de la région de Leiria. Elle apparaît dans un document des templiers de Tomar daté de 1250. Les habitants des localités de Fontes, du Pé-da-Serra et surtout d'Abadia, situés en marge de freguesia de Cortes, vivent dans les hauteurs, au niveau du pied de la serra, et possèdent des terres dans le massif. Ils vivent traditionnellement étroitement liés à l'écosystème et aux ressources de la montagne, notamment pour les sources en eau, très nombreuses au pied de la serra, pour l'agriculture, les ressources en bois et les activités pastorales. Pendant longtemps, la serra est perçue comme un milieu hostile et aride par les habitants des localités environnantes. La construction entre 1480 et 1520 de la chapelle de Nossa Senhora do Monte (pt) par le navigateur Diogo Gil transforme le pied de la serra en un lieu sacré de festivités et de célébrations religieuses,,. Tous les ans depuis le XVIe siècle, une fête est organisée au pied de la montagne en l'honneur de Nossa Senhora do Monte (Notre-Dame du Mont).
Depuis le mirador serrano du Pé-da-Cabeça-Do-Bom-Dia (Pied-de-la-Tête-du-Bon-Jour), les habitants de Cortes disposent d'une vue large sur toutes les localités de la région. Ils sont en mesure de voir l'océan Atlantique lorsque le temps est dégagé. Parallèlement au développement de l'agriculture dans les vallons, un ensemble de moulins est installé au niveau du Cabeço dos Moinhos, sur le versant de la serra donnant sur le Reguengo do Fetal. En dépit de son caractère hostile, la serra constitue de tous temps la voie d'accès la plus rapide pour aller à pied de Cortes à Casal dos Lobos, à Chainça et à Fátima. Les apparitions miraculeuses du début du XXe siècle et la construction du sanctuaire Notre-Dame de Fátima entraînent la mise en place d'une piste goudronnée traversant la serra, et dynamisent l'exploration et l'exploitation du massif à une plus grande échelle.

## Activités humaines

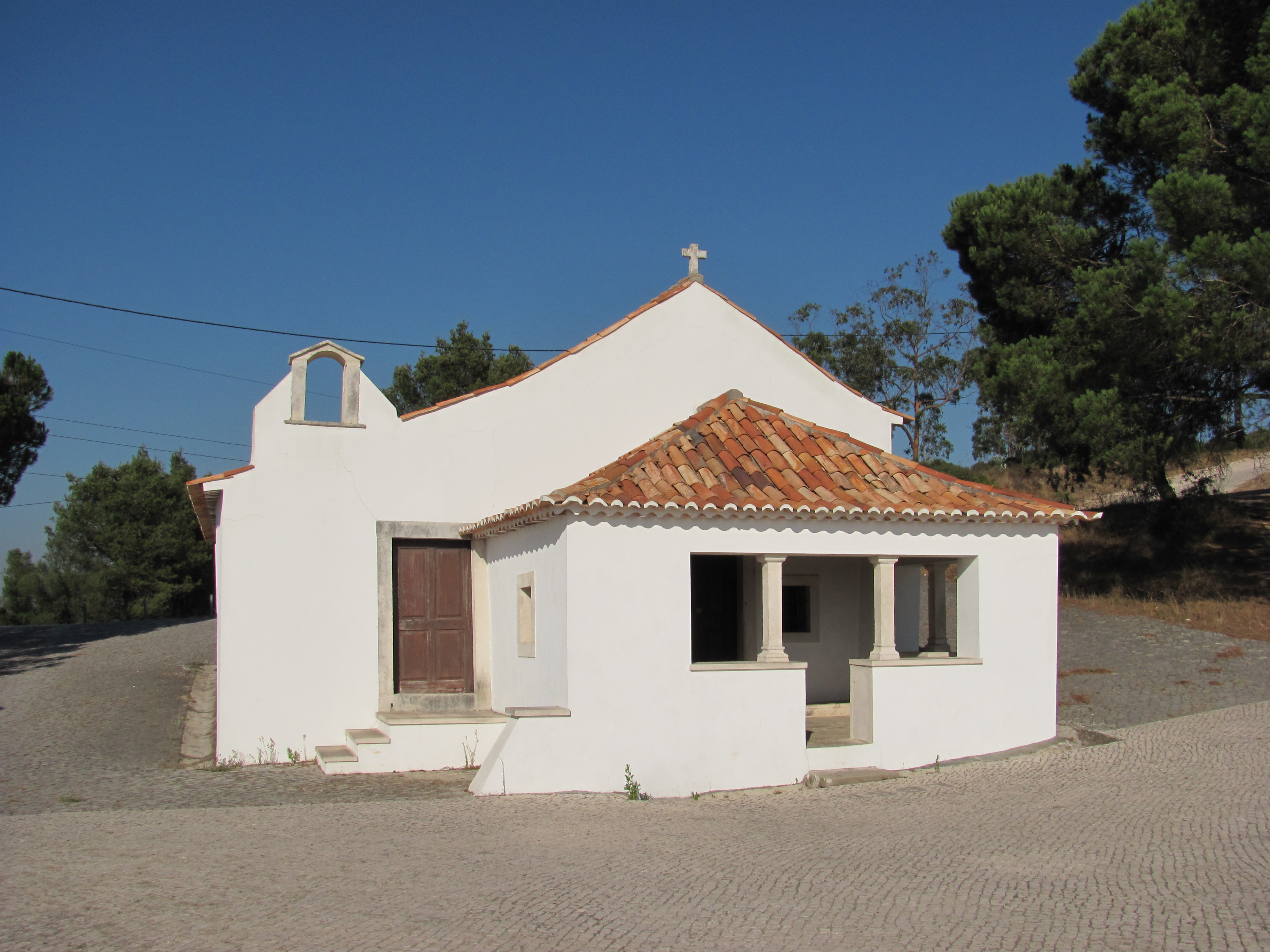
Chapelle de la Senhora do Monte, Cortes, Leiria, Portugal.

Une partie des terres situées dans les environs des localités de la serra, encastrées dans des vallons, est consacrée à l'agriculture. Les habitants des localités environnantes se fournissent traditionnellement en bois dans la serra, et en eau dans les sources du pied de la serra. Elle était autrefois un espace où les bergers des villages environnants allaient faire paître leurs troupeaux. Bien qu'aucun aménagement n'ait été fait dans ce sens, la serra a une vocation évidente d'espace de randonnées (elle est, d'ailleurs, actuellement très praticable). Des randonnées pédestres ou cyclistes (trilhos) sont organisés régulièrement dans la partie septentrionale de la serra par les habitants des freguesias de Cortes, et du Reguengo do Fetal. Le massif est traversé par un vieux chemin de pèlerinage vers Fátima, indiqué par de hautes stèles de pierre surplombées de croix (vétustes), qui longe ou rejoint parfois la piste goudronnée M 1250 1. D'anciens chemins de chevriers ou pour charrettes traversent les monts, mais ils sont souvent mal entretenus, et tendent à être avalés par le Mato. Plus récemment, à la suite des grands incendies de 2003, de grandes pistes ont été percées pour permettre des interventions rapides des pompiers. Des motards et des cyclistes empruntent fréquemment ces pistes et ces sentiers en VTT et en moto-cross,,. Des rallyes informels en voiture sont également organisés sur les pistes de la serra.

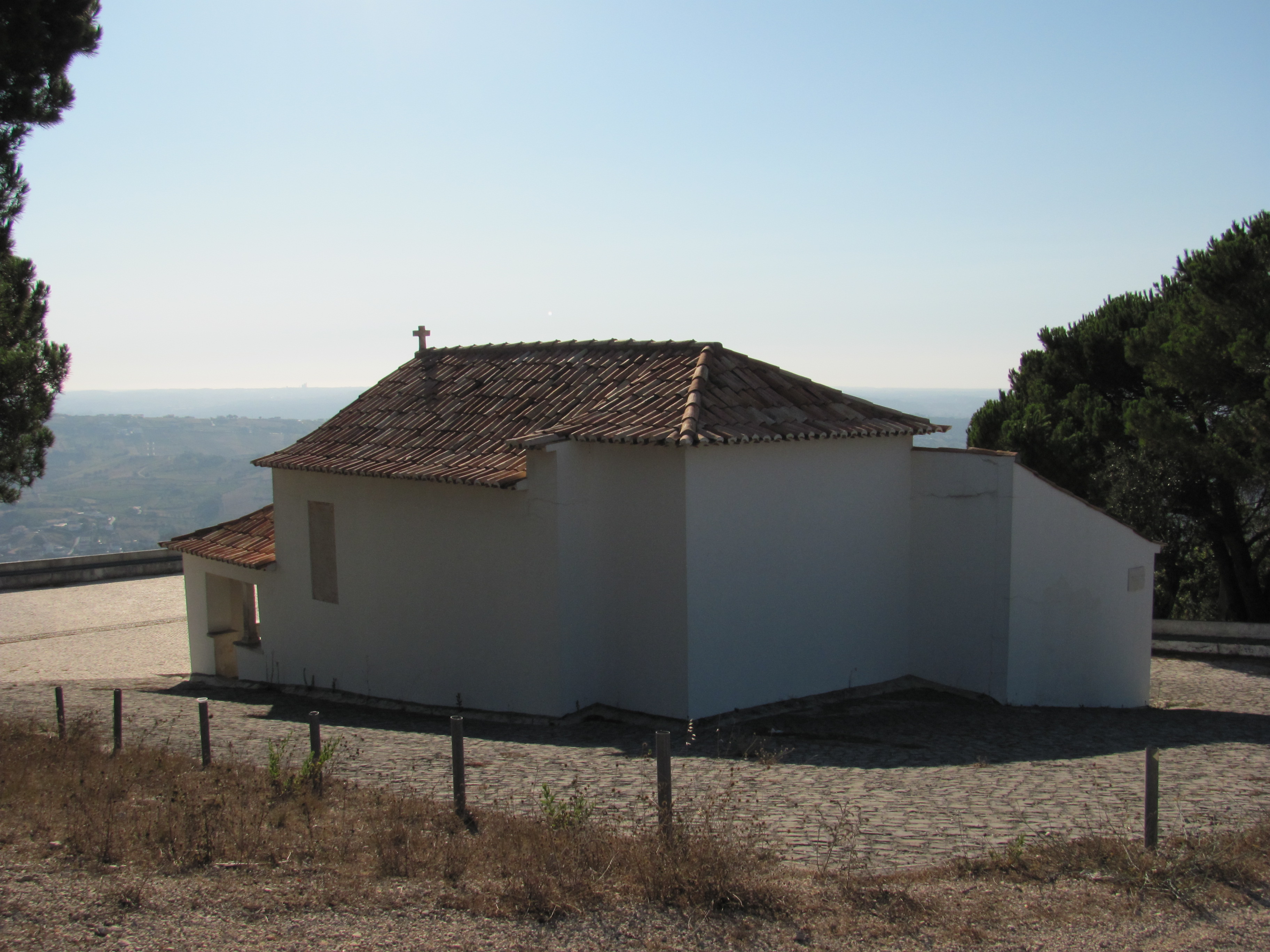
Chapelle de la Senhora do Monte, Cortes, Leiria, Portugal. Vue arrière, prise depuis la piste M 1250 1.

La serra abrite la petite chapelle médiévale de Nossa Senhora do Monte (pt) (Notre-Dame du Mont), située en contrebas des monts, au niveau du Pé-da-Cabeça-Do-Bom-Dia (Pied-de-la-Tête-du-Bon-Jour), à la sortie de la localité d'Abadia. La chapelle, qui abrite une image sainte, a vraisemblablement été édifiée sur ordre du navigateur Diogo Gil, à la fin du XVe siècle, vers 1480, en pleine époque des découvertes,. Elle dispose d'une aire de jeux, d'un espace de pique-nique et de repos. Les légendes de la Senhora do Monte sont connues et célébrées annuellement dans la freguesia de Cortes. Si l'on en croit les traditions orales de la région, le droit à la sieste a été accordé par la sainte patronne du mont surplombant la freguesia. Il est possible de se promener, de se reposer, ou de pique-niquer dans les hauteurs de la serra en profitant de la vue. Les promenades font alterner coteaux, sommets, vallées, petits ravins, etc. On trouve au Cabeço da Maunça un poste de vigie et des antennes téléphoniques. Le panorama offre une vue dégagée sur l'ensemble de la région, et il est possible de voir l'océan Atlantique au loin par temps dégagé. Un vaste champ d'éoliennes a été installé sur l'arrière du massif, près d'anciens petits moulins typiques (aménagés semble-t-il, et habitables), situés sur le Cabeço dos Moinhos. De grandes carrières d'extraction de pierre sont installées dans la partie septentrionale de la serra,.
La serra est une zone de chasse associative.